# نادي وفاق تنجداد
نادي وفاق تنجداد هو نادٍ رياضي مغربي من مدينة تنجداد، تأسس سنة 2002. يمارس في دوري الدرجة الرابعة المغربي.